# TIMSS

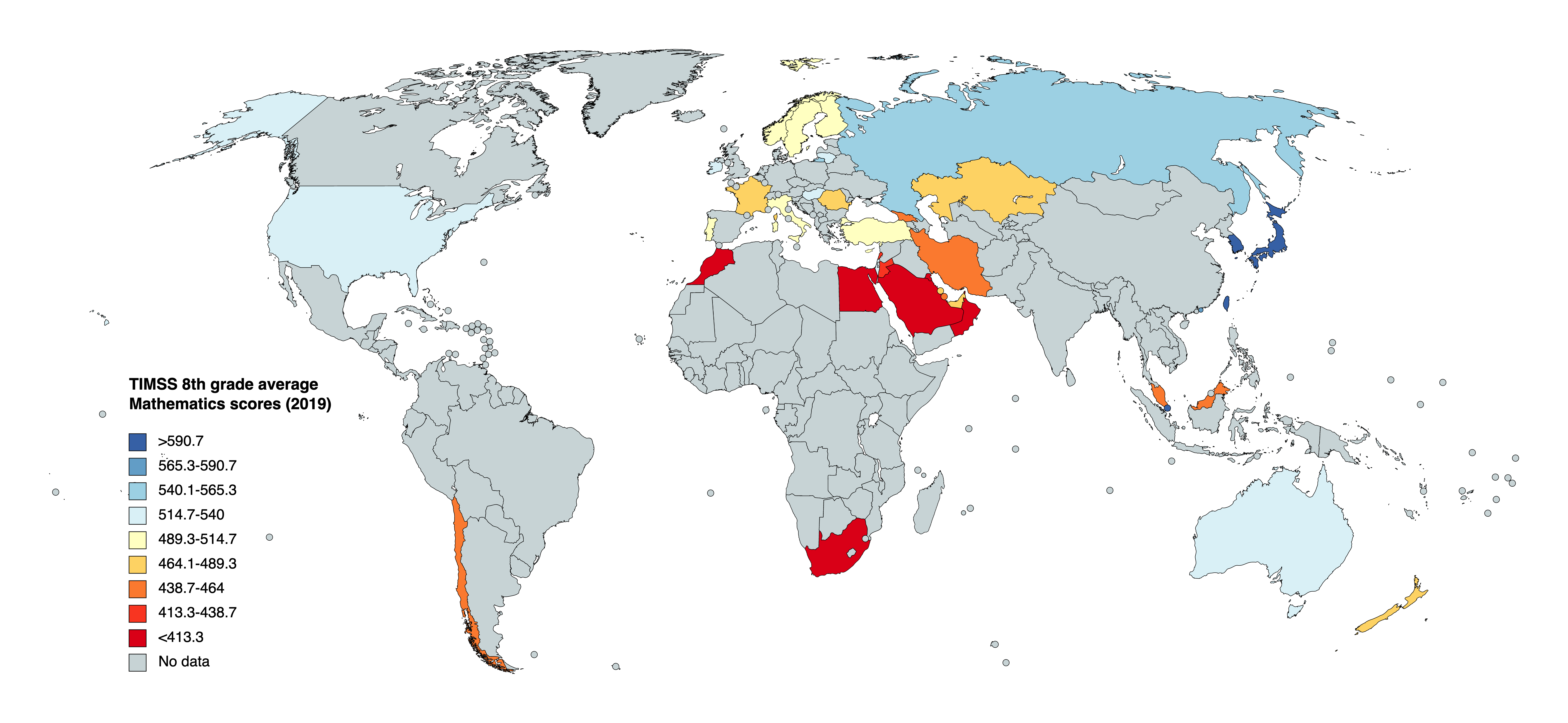
Scores moyens en mathématiques en classe de 4e (TIMSS 2019).

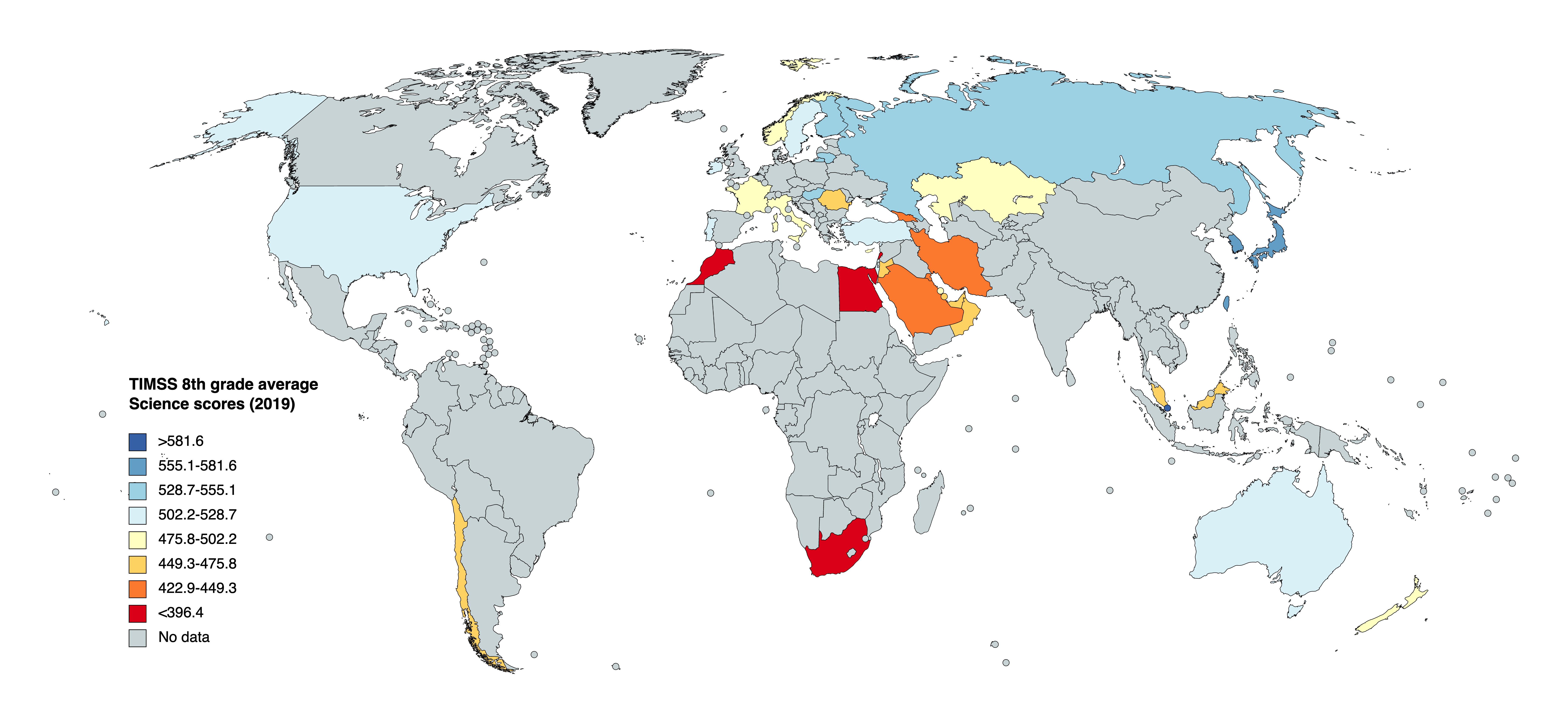
Scores moyens en sciences en classe de 4e (TIMSS 2019).

Trends in International Mathematics and Science Study (TIMSS ; en français : tendances dans l'étude des mathématiques et des sciences) est une enquête internationale sur les acquis scolaires, coordonnée par l'International Association for the Evaluation of Educational Achievement (en) (IEA). Elle porte sur les mathématiques et les sciences.